# 海尔布隆县
海尔布隆县（Landkreis Heilbronn）是德国巴登-符腾堡州的一个县，隶属于斯图加特行政区，首府海尔布隆。

## 地理
海尔布隆县北面与内卡-奥登瓦尔德县，东面与霍恩洛厄县和施韦比施哈尔县，东南面与雷姆斯-穆尔县，南面与路德维希堡县，西面与卡尔斯鲁厄县和莱茵-内卡县，西南面与恩茨县相邻。海尔布隆县完全包围着巴登-符腾堡州的非县辖城市海尔布隆，且首府亦为海尔布隆，但海尔布隆市在行政上并不隶属于海尔布隆县。